# Moacir Pereira
Moacir Pereira (Florianópolis, 10 de agosto de 1945) é um jornalista brasileiro, professor e escritor. Foi um dos fundadores do curso de jornalismo da Universidade Federal de Santa Catarina (UFSC), do qual foi diretor. É titular da cadeira 3 da Academia Catarinense de Letras (ACL) e seu atual presidente.. Trabalhou no Jornal de Santa Catarina (Blumenau), em A Notícia (Joinville) e no Diário Catarinense (Florianópolis). Foi comentarista da Rádio CBN (Florianópolis). Atualmente é analista e comentarista político do Grupo ND: Notícias do Dia (rádio, portal, jornal e tevê). É também sócio emérito do Instituto Histórico e Geográfico de Santa Catarina (IHGSC). Durante 34 anos foi professor. É ex-presidente do Sindicato dos Jornalistas de Santa Catarina e da Associação Catarinense de Imprensa. Foi o primeiro catarinense a receber o Prêmio Nacional de Comunicação Luiz Beltrão. Tem mais de cinquenta livros publicados

## Obras
- Centenário de Ivo Silveira
- Santa Catarina: Tesouros no Sinai
- Treze Tílias: o Tirol Brasileiro
- Novembrada - um Relato da Revolta Popular
- Imprensa: caminho para a liberdade
- Manual do Jornalismo e da Comunicação
- Victor Fontana: percorrendo caminhos